# Budkov, Třebíč
Budkov là một làng thuộc huyện Třebíč, vùng Vysočina, Cộng hòa Séc.